# Шесу
Шесу (фр. Cheissoux) насеље је и општина у централној Француској у региону Лимузен, у департману Горња Вијена која припада префектури Лимож.
По подацима из 2005. године у општини је живело 210 становника, а густина насељености је износила 21 становника/km². Општина се простире на површини од 10,21 km². Налази се на средњој надморској висини од 450 метара (максималној 548 m, а минималној 334 m).

## Демографија
| 1962. | 1968. | 1975. | 1982. | 1990. | 1999. | 2011. |
| ----- | ----- | ----- | ----- | ----- | ----- | ----- |
| 287   | 261   | 259   | 210   | 192   | 209   | 189   |

График промене броја становника у току последњих година